# Gottlob Benedict Bierey

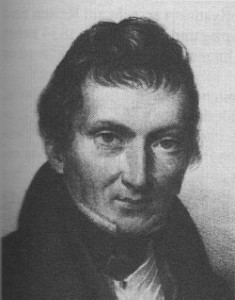
Gottlieb Benedict Bierey

Gottlob Benedict Bierey (* 25. Juli 1772 in Dresden; † 5. Mai 1840 in Breslau, Schlesien) war ein deutscher Komponist, Kapellmeister und Theaterpächter.

## Leben
In Dresden war Bierey Schüler von Christian Ehregott Weinlig, schon 1788 wurde er Musikdirektor bei der Döbbelinschen Gesellschaft und von 1794 bis 1806 bei Joseph Seconda in Dresden und Leipzig. 1807 gastierte er in Wien und wirkte von Dezember 1807 bis 1828 als Kapellmeister am Breslauer Theater, war dort Nachfolger von Carl Maria von Weber und dessen Nachfolger Müller. 1824 bis 1828 wurde Bierey zugleich auch Pächter des dortigen Stadttheaters, geriet aber in steten Konflikt mit Karl Schall, der in seiner Neuen Breslauer Zeitung gegen ihn opponierte und sich energisch gegen seine angeblich unkünstlerische und nur auf Gelderwerb gerichtete Führung wandte. In Dresden war er Mitglied der Freimaurerloge Zum goldenen Apfel.
Zur Zeit Biereys wirkten in Breslau auch der Bariton Johann Theodor Mosewius (1788–1858) sowie die Komiker Heinrich Schmelka, Ludwig Wohlbrück und Fritz Beckmann. Ab 1829 privatisierte Bierey aus gesundheitlichen Gründen in Wiesbaden, Mainz, Leipzig, Weimar.
Seine Kompositionen gehören mit wenigen Ausnahmen dem Bereich des Musiktheaters an und bestehen, neben Liedern, einer Symphonie (1801), aus einer Anzahl Kantaten, Chören und Gesängen zu Bühnenstücken, Vorspielen und 26 Opern und Operetten, von denen sich der größere Teil zu seiner Zeit allgemeiner Beliebtheit erfreute.
Seine Oper Wladimir, Fürst von Nowgorod (1806), welche seine Berufung nach Breslau zur Folge hatte, schrieb er für das Theater an der Wien. Besonders Glück machten 1801 eine Fortsetzung von Ferdinand Kauers Donauweibchen (Dritter Teil), 1811 die Musik zu Zacharias Werners Schauspiel Die Weihe der Kraft und 1814 Almazinde oder die Höhle Sesam. Viele seiner Opern litten an schwachen Texten und hielten sich deswegen nicht lange, auch wenn die Musik, der man zuweilen eine zu nahe Verwandtschaft zu Luigi Cherubini vorwarf, gelobt und gerne gehört wurde. Die meisten der mit Aufführung belegten Bühnenwerke in vielen deutschen Städten nachgespielt als Beispiele des zur »Maschinen-Posse« weiter geführten dt. Singspiels. Leben und Werke Bierey, Gottlieb Benedict wurden leider bisher kaum untersucht, 1841 erschien »Denkschrift zur Erinnerung an B.«.
Biereys Frau Sophie geb. Moreau und seine Tochter Wilhelmine wirkten zeitweilig als Sängerinnen.
Sein Spitzname als auswärtiges Mitglied in der Wiener Künstlergesellschaft Ludlamshöhle lautet „Rossini von Nowgorod“.

## Werke (Auswahl)
- Der Apfeldieb (Wilhelm Christian Häser), komische Oper 2 Akte (1793 Leipzig)
- Liebesabenteuer oder Wer zuletzt lacht, lacht am besten (Gustav Friedrich Wilhelm Großmann), komische Oper 1 Akt (1794 Dresden)
- Der Mädchenmarkt (Karl Alexander Herklots), komische Oper 1 Akt (1794 Leipzig)
- Jery und Bätely (Johann Wolfgang von Goethe), komische Oper (1795 Leipzig)
- Der Schlaftrunk (Christoph Friedrich Bretzner), Oper 2 Akte (1795 Ballenstedt)
- L’asilo d’Amore (Pietro Metastasio), Kantate (1797)
- Der Zauberhain (Ballenstedt 1799)
- Das Donauweibchen oder Die Nixen-Königin. Dritter und letzter Theil. Ein romantisch-komisches Volksmärchen mit Gesang in 3 Aufzügen von Karl Friedrich Hensler in kauerscher Manier componirt von Bierey (Dresden 1801) OCLC 610933397
- Das Blumenmädchen oder besser Die Rosenkönigin (Johann Friedrich Rochlitz), komische Oper in einem Akt (1802 Leipzig), Breitkopf & Haertel, Leipzig OCLC 658587585
- Clara, Herzogin von Bretannien (Bretzner), Oper 3 Akte (1803 Leipzig), Breitkopf & Haertel, Leipzig OCLC 658587599
- Oster-Kantate, Breitkopf & Haertel, Leipzig, um 1805 OCLC 658587585
- Rosette, das Schweizer Hirtenmädchen (Bretzner), Singspiel 2 Akte (1806 Leipzig)[1] EA Hamburg als Drei Freier um eine Braut 1806, Berlin 1812 (in Dt. vielfach erfolgr.)
- Wladimir, Fürst von Nowgorod (Matthäus Stegmayer), Oper 3 Akte (1807 Wien, Theater an der Wien); 1828 Prag ins Tschechische übers. von S. K. Machacek
- Der Überfall (Bretzner), komische Oper 1 Akt (1808 Wien)
- Der betrogene Betrüger (Breslau 1810)
- Die böse Frau (Breslau um 1810)
- Elias Rips Raps (Friedrich Wilhelm Häser), Intermezzo 1 Akt (1810 Breslau)
- Die Pantoffeln (Matthäus Stegmayer), Oper in zwei Akten (1811 Wien, Theater an der Wien)[2]
- Das unsichtbare Mädchen (Breslau 1811)
- Die Gemsenjäger (Samuel Gottlieb Bürde), Oper 2 Akte (1811 Breslau) mit der Schröder-Divient
- Die Ehestandskandidaten (Breslau 1812)
- Die Herberge bei Parma (Wien 1812)
- Almazinde oder Die Höhle Sesam (Heinrich Schmidt), komische Oper 3 Akte (1813 Wien)
- Pyramus und Thisbe, Oper (1814 Breslau)

### Bearbeitungen und Arrangements anderer Werke
- Klavierauszug der Oper Il matrimonio per raggiro  (deutsch: Die Heirat durch List) von Domenico Cimarosa, Breitkopf & Haertel, Leipzig OCLC 1115094987
- Klavierauszug des Singspiels Fanchon, das Leyermädchen von Friedrich Heinrich Himmel mit dem Text von August von Kotzebue, Breitkopf & Haertel, Leipzig OCLC 611688875
- Klavierauszug der Zauberoper in drei Aufzügen Le petit chaperon rouge von François-Adrien Boieldieu, Breitkopf & Haertel, Leipzig OCLC 14228545